# الكنديون في لبنان
الكنديون في لبنان هم مواطنون لبنانيون من أصلٍ كندي، سواء كانوا قد وُلدوا أو عاشوا في لبنان. وفقًا لوزارة الخارجية والتجارة الدولية الكندية، يوجد حوالي 45،000 كندي يعيشون في لبنان، ويقيمون بشكل رئيسي في العاصمة بيروت.

## تاريخ
في الثمانينات، فر الآلاف من اللبنانيين من بلادهم خلال الحرب الأهلية اللبنانية واستقروا في كندا. مع عودة الاستقرار بشكل نسبي إلى لبنان في السنوات الأخيرة، نمت أعداد أفراد الجالية اللبنانية في كندا الذين قرروا العودة إلى وطنهم بشكل متزايد، إما لقضاء الإجازات الصيفية أو للإقامة. معظم هؤلاء العائدين يحملون الجنسيتين الكندية واللبنانية.

### حرب لبنان 2006
غادر العديد من الكنديين لبنان وعادوا إلى كندا بعد انتهاء الحرب اللبنانية لعام 2006 بعد أن تم تدمير منازلهم وأعمالهم التجارية خلال النزاع.

## مقالات متعلقة
- العلاقات الكندية اللبنانية.
- قانون الهجرة وحماية اللاجئين.
- كنديون لبنانيون.